# Eduard von Grützner
Eduard von Grützner, född den 26 maj 1846 i Gross-Karlowitz vid Neisse, död 2 april 1925 i München, var en tysk målare.
Grützner gjorde genremåleriet till sitt huvudsakliga område. Jägarlivet och teaterns värld gav honom ofta stoff till sina målningar. John Falstaff är en av hans mest omtyckta figurer, men helst uppehöll han sig i klostrens svala och välförsedda vinkällare bland drickande eller mediterande munkar. Hans älskvärt humoristiska skildring av de fromma fädernas idylliska tillvaro har förskaffat honom en popularitet, som dock mången gång bortskymt hans djupare motiv. Grützner har ansetts ha haft en varm kultiverad färg och en fin säker teckning.